# Captain Hollywood Project
Captain Hollywood Project é um grupo alemão de eurodance liderado por Tony Dawson Harrison.
Harrison, um capitão do Exército dos Estados Unidos, foi apelidado de Captain Hollywood, porque ele costumava dançar mesmo vestido com o uniforme. Ele começou na cena da break dance europeu, se apresentando no início dos anos 80 em canais de música como o Formel Eins. Ele representou a Alemanha no Festival de Cannes na estreia do filme de break dance Beat Street. De 1985 a 1987, Tony começou a produzir suas próprias músicas, lançando 3 singles e um álbum como Capitão Hollywood.
O maior hit no Brasil foi "More and More", lançado no país em 1993 e integrou a trilha sonora internacional da novela Sonho Meu.

## Discografia

### Álbuns
| Ano  | Nome             | Posição  | Posição | Posição | Posição     | Gravado por                          |
| Ano  | Nome             | Alemanha | Áustria | Suíça   | Reino Unido | Gravado por                          |
| ---- | ---------------- | -------- | ------- | ------- | ----------- | ------------------------------------ |
| 1990 | Street moves     | -        | -       | 25      | 69          | Twenty 4 Seven feat. Capt. Hollywood |
| 1993 | Love Is Not Sex  | 9        | 15      | 9       | -           | Captain Hollywood Project            |
| 1995 | Animals or Human | 42       | -       | 41      | -           | Captain Hollywood Project            |
| 1996 | The Afterparty   | -        | -       | -       | -           | Captain Hollywood Project            |

Animals or Human vendeu mais de 300.000 cópias só na Alemanha e  350.000 cópias em França.

### Singles
| Ano  | Nome                       | Posição  | Posição | Posição | Posição     | Gravado por                          | Álbum            |
| Ano  | Nome                       | Alemanha | Áustria | Suíça   | Reino Unido | Gravado por                          | Álbum            |
| ---- | -------------------------- | -------- | ------- | ------- | ----------- | ------------------------------------ | ---------------- |
| 1990 | "I Can't Stand It"         | 3        | 2       | 2       | 7           | Twenty 4 Seven feat. Capt. Hollywood | Street Moves     |
| 1990 | "Are You Dreaming?"        | 16       | 22      | 4       | 17          | Twenty 4 Seven feat. Capt. Hollywood | Street Moves     |
| 1992 | "More and More"            | 1        | 3       | 3       | 23          | Captain Hollywood Project            | Love Is Not Sex  |
| 1992 | "All I Want "              | 22       | 25      | 30      | -           | Captain Hollywood Project            | Love Is Not Sex  |
| 1992 | "Only With You"            | 25       | 20      | 4       | 27          | Captain Hollywood Project            | Love Is Not Sex  |
| 1993 | "Impossible"               | 12       | 15      | 18      | 29          | Captain Hollywood Project            | Love Is Not Sex  |
| 1993 | "Piece of My Heart"        | 8        | ?       | ?       | -           | Intermission feat. Captain Hollywood | -                |
| 1994 | "Only With You" (re-issue) | -        | -       | -       | 61          | Captain Hollywood Project            | Love Is Not Sex  |
| 1995 | "Flying High"              | 18       | 10      | 15      | 58          | Captain Hollywood Project            | Animals or Human |
| 1995 | "Find Another Way"         | 22       | 19      | 25      | -           | Captain Hollywood Project            | Animals or Human |
| 1995 | "The Way Love Is"          | 71       | -       | -       | -           | Captain Hollywood Project            | Animals or Human |
| 1996 | "Over & Over"              | 45       | 35      | -       | -           | Captain Hollywood                    | The Afterparty   |
| 1996 | "Love & Pain"              | 50       | -       | -       | -           | Captain Hollywood                    | The Afterparty   |
| 1996 | "The Afterparty"           | -        | -       | -       | -           | Captain Hollywood                    | The Afterparty   |
| 2001 | "Danger Sign"              | 61       | -       | -       | -           | Captain Hollywood                    |                  |
| 2003 | "Axel F 2003"              | 18       | -       | -       | -           | Murphy Brown vs. Captain Hollywood   |                  |
| 2003 | "Flying High"              | 44       | -       | -       | -           | Captain Hollywood                    |                  |
| 2009 | "It Hurts With You"        | -        | -       | -       | -           | Captain Hollywood                    |                  |